# Neve Ejtan
Neve Ejtan (hebrejsky נְוֵה אֵיתָן, anglicky Neve Eitan, v oficiálním seznamu sídel Newe Etan) je vesnice typu kibuc v Izraeli, v Severním distriktu, v Oblastní radě Emek ha-Ma'ajanot.

## Geografie
Leží v nadmořské výšce 227 metrů pod mořskou hladinou v intenzivně zemědělsky využívaném Bejtše'anském údolí, které je součástí Jordánského údolí. V okolí obce se nacházejí četné vydatné prameny, ale původní vádí protékající údolím byla většinou kvůli zemědělskému hospodaření svedena do umělých vodotečí. Údolí je rovinaté, s rozsáhlými plochami umělých vodních nádrží a zemědělských pozemků. Člení ho jen nevelké pahorky, většinou lidského původu coby stopy dávného osídlení jako Tel Cemed a Tel Tachaš, které se rozkládají jižně od vesnice, nebo vrch Tel Nisa na jihozápad od kibucu.
Vesnice je situována 25 kilometrů jižně od Galilejského jezera, 4 kilometry západně od Jordánu, cca 3 kilometry východně od města Bejt Še'an, cca 85 kilometrů severovýchodně od centra Tel Avivu a cca 62 kilometrů jihovýchodně od centra Haify. Neve Ejtan obývají Židé, přičemž osídlení v tomto regionu je ryze židovské.
Neve Ejtan je na dopravní síť napojen pomocí dálnice číslo 71, která vede z Bejt Še'an k hranici s Jordánskem, kde se nachází hraniční přechod Jordán.

## Dějiny
Neve Ejtan byl založen 25. listopadu 1938. Šlo o opevněnou osadu typu Hradba a věž. Jejími zakladateli byli členové organizace Akiva původem z Polska. Počátkem 50. let 20. století je posílila další osadnická skupina z okruhu hnutí ha-Noar ha-Oved ve ha-Lomed.
Roku 1949 měl kibuc Neve Ejtan 209 obyvatel a rozlohu katastrálního území 2693 dunamů (2,693 kilometru čtverečního).
Jméno kibucu je odvozeno od biblického citátu z Knihy Jeremjáš 49,19 – „...vystupuje jako lev z jordánské houštiny na stále zelené nivy...“
Kibuc dlouho trpěl ekonomickými a sociálními problémy. Roku 1998 prošel privatizací. V kibucu fungují zařízení předškolní péče o děti. Základní škola se nachází ve vesnici Chamadija. V Neve Ejtan ale působí střední škola Ge'on ha-Jarden. K dispozici je tu zubní ordinace, plavecký bazén a sportovní areály, obchod a pošta.

## Demografie
Obyvatelstvo kibucu Neve Ejtan je sekulární. Podle údajů z roku 2014 tvořili naprostou většinu obyvatel v Neve Ejtan Židé (včetně statistické kategorie „ostatní“, která zahrnuje nearabské obyvatele židovského původu ale bez formální příslušnosti k židovskému náboženství).
Jde o menší sídlo vesnického typu s populací, která po dlouhodobém poklesu začala po roce 2006 růst. K 31. prosinci 2014 zde žilo 348 lidí. Během roku 2014 populace stoupla o 6,4 %.
| Rok            | 1948 | 1949 | 1961 | 1972 | 1983 | 1995 | 2001 | 2003 | 2004 | 2005 | 2006 | 2007 | 2008 | 2009 | 2010 | 2011 | 2012 | 2013 | 2014 |
| -------------- | ---- | ---- | ---- | ---- | ---- | ---- | ---- | ---- | ---- | ---- | ---- | ---- | ---- | ---- | ---- | ---- | ---- | ---- | ---- |
| Počet obyvatel | 232  | 209  | 238  | 271  | 318  | 257  | 183  | 155  | 147  | 147  | 160  | 160  | 203  | 366  | 442  | 398  | 372  | 327  | 348  |